# Маркванд (Міссурі)
Маркванд (англ. Marquand) — місто (англ. city) в США, в окрузі Медісон штату Міссурі. Населення — 186 осіб (2020).

## Географія
Маркванд розташований за координатами 37°25′44″ пн. ш. 90°10′3″ зх. д. / 37.42889° пн. ш. 90.16750° зх. д. (37.428786, -90.167432).  За даними Бюро перепису населення США в 2010 році місто мало площу 0,62 км², з яких 0,62 км² — суходіл та 0,01 км² — водойми.

## Демографія
Згідно з переписом 2010 року, у місті мешкали 203 особи в 92 домогосподарствах у складі 56 родин. Густота населення становила 326 осіб/км².  Було 108 помешкань (173/км²).
Расовий склад населення:
| - 100,0 % — білих |

До двох чи більше рас належало 0,0 %. Частка іспаномовних становила 0,5 % від усіх жителів.
За віковим діапазоном населення розподілялося таким чином: 23,6 % — особи молодші 18 років, 62,6 % — особи у віці 18—64 років, 13,8 % — особи у віці 65 років та старші. Медіана віку мешканця становила 40,5 року. На 100 осіб жіночої статі у місті припадало 103,0 чоловіків;  на 100 жінок у віці від 18 років та старших — 101,3 чоловіків також старших 18 років.
Середній дохід на одне домашнє господарство  становив 40 984 долари США (медіана — 25 313), а середній дохід на одну сім'ю — 48 116 доларів (медіана — 39 375). За межею бідності перебувало 32,4 % осіб, у тому числі 61,7 % дітей у віці до 18 років та 27,6 % осіб у віці 65 років та старших.
Цивільне працевлаштоване населення становило 139 осіб. Основні галузі зайнятості: освіта, охорона здоров'я та соціальна допомога — 31,7 %, виробництво — 30,2 %, роздрібна торгівля — 10,8 %, науковці, спеціалісти, менеджери — 7,9 %.